# 普劳厄
普劳厄（德語：Plaue，發音：[ˈplaʊə] ⓘ）是德国图林根州伊尔姆县的城市，面积22.69平方千米，2023年12月31日人口为1,975人。2019年1月1日，市镇诺伊西斯并入普劳厄。